# Limberg-Nonnenstein-Weg
Der Limberg-Nonnenstein-Weg ist ein ausgeschilderter Rundwanderweg durch das Wiehengebirge rund um das Eggetal bei Bad Holzhausen. Der Limberg-Nonnenstein-Weg wird vom Teutoburger-Wald-Verein betreut. Er verläuft über den Nonnenstein und den Limberg.

## Markierung
Sein Verlauf ist mit einem weißen Ring auf schwarzem Grund ( O ) durchgängig gekennzeichnet. Im Auetal besteht Verwechslungsgefahr mit dem ähnlich markierten Mühlensteig.

## Verlauf
Der Rundwanderweg hat mehrere mögliche Start-/ Zielorte. Ein Einstiegspunkt ist das Haus des Gastes im Kurpark von Bad Holzhausen. Gegen den Uhrzeigersinn führt der Weg zum Limberg mit Burg Limberg und Schwedenschanze, dann hinunter in die Oldendorfer Schweiz, zurück hinauf über die Egge zum Wiehenturm, dann wieder hinunter Richtung Büscherheide am Ende des Eggetals. Über die Gehle erreicht man den bereits in Niedersachsen gelegenen Grünen See. Von dort geht es hinauf zum Hauptkamm des Wiehengebirges. Am Nonnenstein ist der höchste Punkt erreicht. Über den Kammweg des Wiehengebirges führt der Weg hinunter nach Neue Mühle (mit Haltepunkt der Ravensberger Bahn), aber jenseits des Auetals wieder hinauf Richtung Donoer Berg. Über Glösinghausen führt der Weg zurück nach Bad Holzhausen. Vom Waldrand östlich von Glösinghausen reicht der Blick weit in die Norddeutsche Tiefebene über das Lübbecker Land bis zum Stemweder Berg.

### Übergänge
- Mehrfach kreuzt der Sachsenweg ( S ). Der Sachsenweg ist die kürzeste Verbindung zwischen Limberg und Nonnenstein.
- Im Wiehengebirge verlaufen Wittekindsweg (), gleichzeitig E11 (), und Limberg-Nonnenstein-Weg auf langen Abschnitten auf identischen Routen.
- In der Egge verlaufen die Nordvariante des Wittekindswegs ( ┴ ) und Limberg-Nonnenstein-Weg auf langen Abschnitten auf identischen Routen.
- In Bad Holzhausen ist der Übergang zum Arminiusweg () möglich.
- Bei Bad Holzhausen und in Glösinghausen kreuzt der Mühlensteig ( o ).
- An einigen Stellen berühren sich der Limberg-Nonnenstein-Weg und der Eggetaler Panorama Rundwanderweg ( Ⓔ ). Der Eggetaler Panorama Rundwanderweg ist eine verkürzte Variante einer Rundwanderung rund um das Eggetal. Anders als der Limberg-Nonennstein-Weg verläuft der Eggetaler Panorama Rundwanderweg überwiegend am Waldrand und ermöglicht so zahlreiche Ausblicke hinab ins Eggetal.
- Am Wanderparkplatz Schwarzer Brink in der Nähe des Wiehenturms besteht die Möglichkeit zum Übergang zum Bad Essener Rundweg ( O ). Da sich die Markierung nur durch die Farbe des Ringes von den Markierungen des Limberg-Nonnenstein-Weges unterscheidet und die Markierung des Bad Essener Ringweges teilweise auch fälschlicherweise mit einem weißen statt gelben Ring erfolgt (so bspw. auf Wegweisern unweit des Schwarzen Brinkes), besteht Verwechslungsgefahr.

### Sehenswürdigkeiten
- Nonnenstein mit Aussichtsturm und Bismarck-Denkmal
- Wiehenturm
- Burg Limberg
- Schwedenschanze (rd. 200 m vom Weg entfernt)
- Gut Holzhausen
- Schloss Crollage (rd. 200 m vom Weg entfernt)
- Grüner See